# Leichtathletik-Weltmeisterschaften 2019/Teilnehmer (Tadschikistan)
| Gelbes Symbol für Goldmedaillen mit stilisierten Olympischen Ringen | Graues Symbol für Silbermedaillen mit stilisierten Olympischen Ringen | Braundes Symbol für Bronzemedaillen mit stilisierten Olympischen Ringen |
| ------------------------------------------------------------------- | --------------------------------------------------------------------- | ----------------------------------------------------------------------- |
| —                                                                   | —                                                                     | —                                                                       |

Der Leichtathletikverband von Tadschikistan nahm an den Leichtathletik-Weltmeisterschaften 2019 in Doha teil. Eine Athletin und ein Athlet wurden vom tadschikischen Verband nominiert. Hammerwurf-Olympiasieger Dilschod Nasarow wurde aber wenige Tage vor Beginn von der Athletics Integrity Unit suspendiert und darf daher nicht teilnehmen.

## Ergebnisse

### Frauen

#### Laufdisziplinen
| Athletin             | Disziplin | Vorlauf | Vorlauf | Halbfinale | Halbfinale | Finale | Finale |
| Athletin             | Disziplin | Zeit    | Platz   | Zeit       | Platz      | Zeit   | Platz  |
| -------------------- | --------- | ------- | ------- | ---------- | ---------- | ------ | ------ |
| Gulsumbij Scharifowa | 200 m     | 23,45 s | 33      | DNQ        | DNQ        | –      | –      |

### Männer

#### Sprung/Wurf
| Athlet           | Disziplin  | Qualifikation        | Qualifikation        | Finale               | Finale               |
| Athlet           | Disziplin  | Weite/Höhe           | Platz                | Weite/Höhe           | Platz                |
| ---------------- | ---------- | -------------------- | -------------------- | -------------------- | -------------------- |
| Dilschod Nasarow | Hammerwurf | nicht auf Startliste | nicht auf Startliste | nicht auf Startliste | nicht auf Startliste |